# La Bocayna
La Bocayna är ett sund i Spanien.   Det ligger i regionen Kanarieöarna, i den sydvästra delen av landet, 1 600 km sydväst om huvudstaden Madrid.